# إديث أبوت

كانت إديث أبوت (26 سبتمبر 1876 – 28 يوليو 1957) عالمة اقتصاد أمريكية وعالمة إحصاء وعاملة بالخدمة الاجتماعية ومعلمة ومؤلفة. وُلدت أبوت في غراند إيسلاند، نبراسكا. كانت أبوت رائدة في وظيفة الخدمة الاجتماعية مع خلفية تعليمية في علم الاقتصاد. كانت أبوت ناشطة بارزة في الإصلاح الاجتماعي، وكانت حاملة للأفكار التي احتاجتها الإنسانية بصفتها نظرية أخلاقية يجب أن تندرج في التعليم أيضًا. كانت أبوت مسؤولة أيضا عن تطبيق دراسات العمل الاجتماعي على مستوى الخريجين. على الرغم من مقابلة أعمالها في مجال الإصلاح الاجتماعي بالرفض في جامعة شيكاغو، نجحت في نهاية الأمر وانتُخبت عميدة للكلية في 1924؛ فأصبحت أول عميدة أنثى في تاريخ الولايات المتحدة. كانت أبوت معلمة قبل كل شيء، واعتبرت عملها خليطًا من الدراسات القانونية والأعمال الإنسانية، وهو ما يظهر جليًا في تشريعاتها الأمنية الاجتماعية. اشتُهرت أبوت بصفتها عالمة اقتصاد تسعى إلى تطبيق العمل الاجتماعي على مستوى الخريجين. كانت غريس أبوت أختها الصغرى.
لن يصبح العمل الاجتماعي مهنة أبدًا، إلا عبر المدارس والجامعات الاحترافية.
سُميت مكتبة إديث أبوت التذكارية في غراند إيسلاند، نبراسكا، باسمها.

## بداية حياتها
وُلدت إديث في 25 سبتمبر 1876 في غراند إيسلاند، نبراسكا. كان والدها عثمان أبوت محاميًا، وكان أول حاكم لنبراسكا (1877-1879). كانت والدتها إليزابيث غريفين مؤيدة لإلغاء العبودية وقائدة في المناداة بحق المرأة في التصويت. غرس كل من الوالدين قيم حقوق المرأة والمساواة والإصلاح الاجتماعي في إديث وأختها غريس، وهو ما ألهم عملها المستقبلي. حققت غريس أبوت العديد من الإنجازات بصفتها عاملة اجتماعية، ومصلحة لتشريعات القضاء على عمل الأطفال، ومديرة لمكتب الولايات المتحدة للأطفال (1921 – 1934)، وقد عملت مع إديث في العديد من المشروعات الاحترافية طوال مسيرتهما المهنية أيضًا.

## تعليمها
تخرجت من براونيل هول عام 1893، وهي مدرسة داخلية للبنات في أوماها. ومع ذلك، لم تتمكن أسرتها من إرسالها إلى الجامعة بسبب القحط الذي أصاب نبراسكا والذي أدى في النهاية إلى كساد اقتصادي. بدلاً من الذهاب إلى الجامعة مباشرةً، بدأت أبوت بالتدريس في المدرسة الثانوية في جراند أيسلند في نبراسكا. مصممةً على تلقي تعليم جامعي، أخذت أبوت دورات دراسية بالمراسلة ودروس ليلية حتى أصبحت قادرة على دفع تكاليف التسجيل الكامل.
بدأت أبوت الدراسة في جامعة نبراسكا وحصلت على شهادتها عام 1901. واصلت التدريس مدة عامين آخرين وحصلت في نهاية المطاف على زمالة من جامعة شيكاغو. أثناء عملها على شهادة الدكتوراه في جامعة شيكاغو، التقت بالأستاذة صفنبعل بريكنريدج. نالت شهادة الدكتوراه في الاقتصاد السياسي عام 1905. ونشرتا فيما بعد دراسات متعددة خلال وجودهما في جامعة شيكاغو للتربية المدنية والعلوم الإنسانية. تخرجت أبوت عام 1905 ونالت شهادتها الدكتوراه في علوم الاقتصاد.
عام 1906، تلقت أبوت زمالة في مؤسسة كارنغي في نيويورك وتابعت دراستها في جامعة لندن وكلية لندن للاقتصاد. لقد تعلمت من الإصلاحيين الاجتماعيين سيدني ويب وبياتريس ويب الذان أيدا الأساليب الجديدة في التعامل مع الفقر وقد أثرا في اتجاه حياة أبوت. وقد كانا من المؤيدين لإلغاء «قوانين الفقر» البريطانية واعتبراها مهينة للفقراء ودعما إنشاء برامج للقضاء على الفقر. عاشت أبوت خلال دراستها في لندن فترة من الوقت في مستوطنة للمصلحين الاجتماعيين في منطقة فقيرة في إيست إند حيث اكتسبت خبرتها في العمل الاجتماعي.

## بداية مسيرتها المهنية
عادت أبوت إلى الولايات المتحدة في عام 1907 بعد انتهاء سنوات دراستها في لندن، وحصلت على وظيفة تدريس الاقتصاد في كلية ويلسلي. على الرغم من أن وظيفتها في ويليسلي كانت تلقى تقديرًا عاليًا لامرأة حاصلة على درجة الدكتوراه في ذلك الوقت، إلا أنها أرادت العودة إلى شيكاغو. حصلت على فرصتها في عام 1908 عندما عرضت عليها صفنبعل بريكنريدج -التي كانت في ذلك الوقت مديرة الأبحاث الاجتماعية في جامعة شيكاغو للتربية المدنية والعلوم الإنسانية المستقلة- عملاً في تدريس علم الإحصاء في قسم التحقيق الاجتماعي.
انتقلت أبوت إلى جين أدامز هول هاوس مع شقيقتها جريس، عندما عادت إلى شيكاغو. اشتهر هول هاوس في ذلك الوقت بكونه قبلة الأنظار للنساء المتعلمات؛ وذلك بسبب مجتمعه النابض بالحياة من المفكرين الثوريين المقيمين.

## روابط خارجية
- إديث أبوت على موقع الموسوعة البريطانية (الإنجليزية)
- إديث أبوت على موقع قاعدة بيانات برودواي على الإنترنت (الإنجليزية)